# Augustin Matata Ponyo
Augustin Matata Ponyo (5 de junio de 1964) es un político congoleño. Fue primer ministro de la República Democrática del Congo desde el 18 de abril de 2012 hasta el 17 de noviembre de 2016.

## Carrera política
En 2010 entró a formar parte del gobierno de Adolphe Muzito como ministro de Economía desde donde intentó impulsar medidas para estabilizar el país, recibiendo elogios por parte del Fondo Monetario Internacional. En febrero de 2012 sobrevivió a un accidente de avión, si bien quedó gravemente herido y tuvo que recibir tratamiento en Sudáfrica. En abril el presidente Joseph Kabila le nombró primer ministro concluyendo así la crisis política tras las elecciones de diciembre de 2011 en las que venció Kabila a Etienne Tshisekedi.
El 25 de octubre de 2021, Matata Ponyo será juzgado en el Tribunal Constitucional por malversación de fondos públicos en el caso Bukanga Lonzo.
El 15 de noviembre de 2021, un juez del Tribunal Constitucional anunció que el Tribunal Constitucional se declaró incompetente para juzgar a Augustin Matata Ponyo y a los otros dos imputados. Por lo tanto, el caso ahora está cerrado en esta jurisdicción.